# Eupogonius dubiosus
Eupogonius dubiosus là một loài bọ cánh cứng trong họ Cerambycidae.